# Південний регіон (Мальта)
Південний регіон (мальт. Reġjun Nofsinhar) — один з п'яти регіонів Мальти. Знаходиться в південній частині острова Мальта. Регіон був створений законом № XVI від 2009 року, що розділив східний регіон Мальти на південний та південно-східний. Межує з північним, центральним та південно-східним регіонами Мальти.